# Ezekiel Foxcroft
Ezekiel Foxcroft (* 1633 in London; † 1674) war ein britischer Theosoph und möglicherweise Alchemist.
Foxcroft, Sohn des Londoner Kaufmanns George Foxcroft, besuchte das Eton College und war Fellow des King’s College in Cambridge (Beginn des Studiums 1649, Bachelor-Abschluss 1652/53, Magister Artium 1656, Fellow 1652). Eine Zeitlang lehrte er Mathematik am King’s College. Er gehörte zum Umfeld der Cambridger Platoniker: er war mit Henry More befreundet und Neffe des Philosophen Benjamin Whichcote (1609–1683), Provost des King’s College. Foxcroft war der erste Übersetzer ins Englische der Rosenkreuzer-Schrift Chymische Hochzeit (um 1660, aber erst postum 1690 veröffentlicht als The Hermetick Romance or the Chemical Wedding).
1675 ist das Todesdatum nach den Alumni Cantabrigienses, nach dem Eton College Register starb er 1674. Das spielt eine Rolle in der Frage, ob er mit einem Mr. F. zu identifizieren ist, der Newton 1675 alchemistische Manuskripte (das Manna Manuskript) zum Kopieren zukommen ließ, eine These die Betty Jo Teeter Dobbs vertrat, die aber von Karin Figala kritisiert wurde.
Seine Mutter Elizabeth Foxcroft (1600–1679, geborene Whichcote und Schwester von Benjamin Whichcote) war Theosophin und Alchemistin, die mit ihrer Freundin Anne Conway auf Ragley Hall in Warwickshire lebte, während ihr Mann George Foxcroft 1664 bis 1672 als Agent der East India Company in Indien war (Fort St. George). Sie war wie Anne Conway an dem Werk von Jakob Böhme interessiert. Auch Foxcroft gehörte zu diesem Umkreis in Ragley Hall. Dazu gehörten auch der More-Schüler Ralph Cudworth und Franciscus Mercurius van Helmont. More griff auf Foxcroft als Experte in chemischen Fragen und als Linguist zurück, zum Beispiel lud er ihn ein, an seinem Treffen mit Franciscus Mercurius von Helmont 1670 in Cambridge teilzunehmen.
Er war ein Anhänger und Unterstützer des irischen Heilers Valentine Greatrakes, der auch Robert Boyle beeindruckte.
Seine Cousine Mary Whichcote heiratete John Worthington, Master des Jesus College in Cambridge, ebenfalls Philosoph und Freund von Henry More.